# Huazhu Hotels Group
Huazhu Hotels Group (также известна как Huazhu Group Limited и Hanting Inns and Hotels) — крупнейшая в Китае мультибрендовая гостиничная группа, под управлением которой находится свыше 10 тыс. отелей в 400 городах мира (основная часть отелей находится в аренде, остальные либо принадлежит компании, либо управляются по франшизе). 
По состоянию на 2018 год Huazhu Hotels Group являлась девятой по величине гостиничной компанией в мире по количеству номеров (свыше 500 тыс.) и четвёртой — по рыночной стоимости (12,8 млрд долларов), уступая по капитализации лишь Marriott International, Hilton Worldwide и Accor. Основана в 2005 году предпринимателем Цзи Ци, с 2010 года акции Huazhu котируются на американской бирже Nasdaq, штаб-квартира расположена в Шанхае, официально зарегистрирована на Каймановых островах, насчитывает свыше 80 тыс. сотрудников.

## История
В 2005 году предприниматель Цзи Ци основал гостиничную сеть Hanting Inns (China Lodging Group), в 2007 году материнская компания была переименована в Huazhu. В 2012 году компания имела четыре бренда и около 1000 объектов недвижимости в Китае. В 2017 году Huazhu Hotels Group за 3,65 млрд юаней приобрела у группы инвесторов во главе с Carlyle Group пекинскую Crystal Orange Hotel Group, которая насчитывала на тот момент свыше 200 отелей. 
Весной 2017 года под управлением Huazhu находилось более 3200 гостиниц в 370 городах Китая. В ноябре 2019 года Huazhu Hotels Group за 700 млн евро приобрела у египетских владельцев германскую компанию Deutsche Hospitality (Франкфурт-на-Майне), которая управляла сетью люксовых отелей Steigenberger и несколькими другими гостиничными сетями (на момент поглощения Deutsche Hospitality управляла 118 гостиницами в Европе, Азии и Африке).

## Деятельность
В декабре 2014 года Huazhu Hotels Group и французская группа Accor создали стратегический альянс для расширения совместной сети отелей в Китае, Монголии и на Тайване. 

### Операции в Китае
На китайском рынке дочерней компании Hanting Inns and Hotels принадлежат гостиничные сети Hanting Hotel, Hanting Plus, Hanting Express и Hi Inn (бюджетные бренды), JI Hotel и Starway Hotel (средние бренды), Hanting Premium Hotel, Joya Hotel и Man Xin Hotels and Resorts (люксовые бренды). Также Huazhu Hotels Group управляет гостиничными сетями Blossom Hill, Crystal Orange Hotel, Orange Hotel, Orange Select, Vue, CitiGo и Elan Hotel. В сотрудничестве с французской группой Accor Huazhu Hotels Group управляет в Китае сетями ibis, ibis Styles, Mercure, Grand Mercure и Novotel.
- Novotel (Тайбэй)
- Hanting Express (Чэнду)
- Hanting Express (Нанкин)

### Операции за рубежом
Huazhu Hotels Group владеет германской компанией Deutsche Hospitality, которая в свою очередь управляет гостиничными сетями Steigenberger, MAXX by Steigenberger, Intercity Hotel, Jaz in the City и Zleep Hotels (Германия, Австрия, Швейцария, Дания, Египет, ОАЭ, Катар и Оман). Также Huazhu открыла JI Hotel в Сингапуре.   
- Steigenberger (Дрезден)
- Steigenberger (Франкфурт)
- Steigenberger (Дюссельдорф)
- Steigenberger (Берлин)
- Steigenberger (Гамбург)